# Viervlek
De viervlek (Libellula quadrimaculata) is een echte libel uit de familie van de korenbouten (Libellulidae). De viervlek is zowel in Nederland als België vrij algemeen. De soort komt in grote delen van Europa voor, behalve in het zuiden van Italië, Griekenland, IJsland en het Noorden van Noorwegen. Daarnaast komt hij ook in Noord-Amerika voor.

## Kenmerken
De viervlek is een middelgrote libel met een vrij breed achterlijf dat taps toeloopt en in een punt eindigt. Mannetjes en vrouwtjes zijn vergelijkbaar getekend, maar onderscheiden zich in de achterlijfaanhangsels. De achtervleugels hebben een donkere vlek in de basis; de aders in de donkere vlekken zijn opvallend geel. Halverwege de voorranden van de vleugels staat een donker vlekje, dat niet voorkomt bij andere libellensoorten. Sommige exemplaren hebben bij deze vlekjes, en bij de pterostigmata, een extra donkere veeg in de vleugels. Het achterlijf is bij jonge dieren overwegend oranje met een contrasterende zwarte punt; de segmentranden hebben gele zomen. Oudere dieren worden donkerbruin met een grijze zweem, de zwarte punt vormt dan geen contrast meer. In het achterlijf zijn vaak opvallende luchtbellen zichtbaar. De ogen zijn roodbruin, het gezicht is crèmekleurig, soms bijna wit. De lichaamslengte van volwassen dieren ligt tussen 40 en 48 millimeter.
De larve is 21–27 mm lang.

## Vliegtijd
De vliegtijd van de viervlek is van eind april tot begin september.

## Gedrag en voortplanting

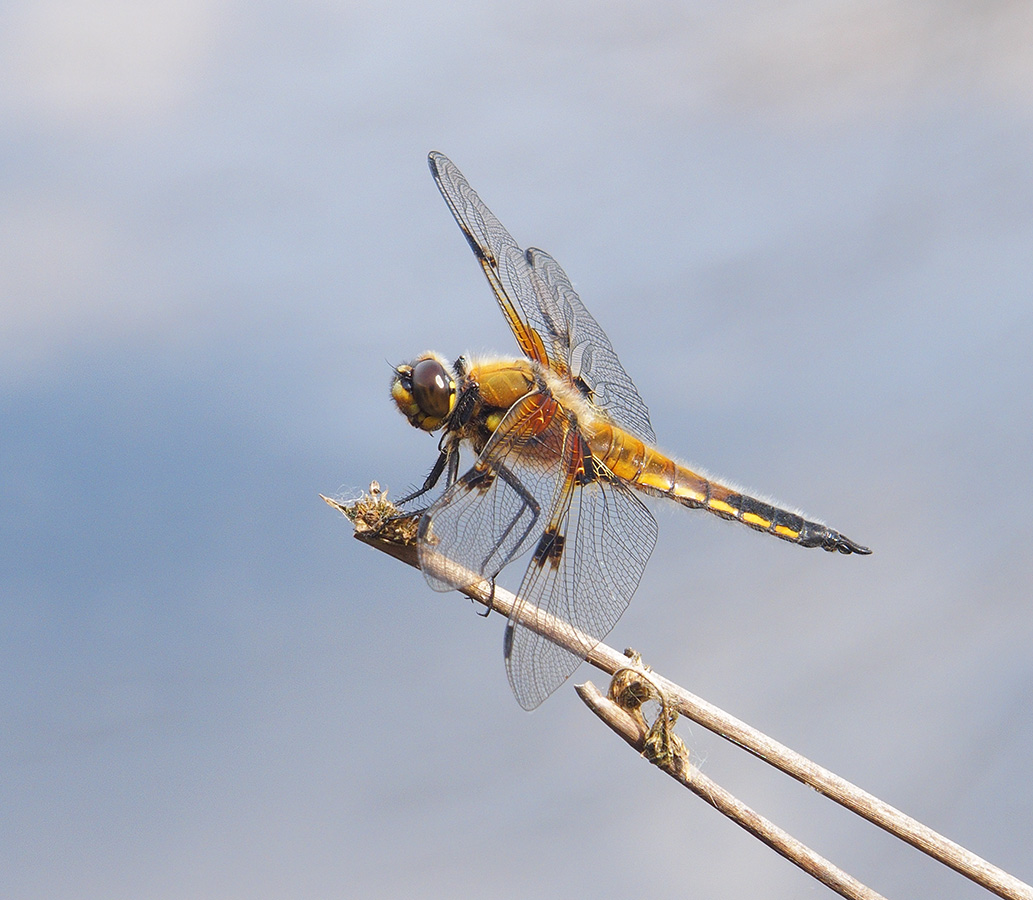
Viervlek op de uitkijk

De eieren zijn ongeveer 0,5 mm lang, ovaal van vorm en eerst wit, later geel tot bruin; ze zijn omgeven door een kleverige gel-laag. De larven leven voornamelijk tussen grof organisch materiaal op de bodem; ze overwinteren twee of drie keer, soms maar één keer. Uitsluipen gebeurt van eind april tot half juli. Jonge imago’s zijn te vinden in de buurt van het voortplantingswater, bijvoorbeeld in heidegebieden of langs bosranden.
Geslachtsrijpe mannetjes vertonen territoriaal gedrag aan de waterkant. Ze zitten hier op uitkijkposten (bijvoorbeeld een pijpenstrootjestengel) en maken korte vluchten waarbij ze andere mannetjes verjagen en vrouwtjes grijpen voor de paring. Eitjes worden door het vrouwtje los in ondiep water afgezet, waarbij ze beschermd wordt door het mannetje. Het mannetje blijft boven haar vliegen en probeert andere mannetjes die willen paren te verjagen.

## Habitat
De habitat van de viervlek bestaat uit allerlei stilstaande, niet te grote en vaak zure wateren met een rijke vegetatie. In Nederland komt de soort vooral voor bij voedselarme vennen en hoogveen, in kleiner aantal in laagveengebieden en de duinen. Hij ontbreekt in stromend water en bij grote en diepe plassen.

## Verspreidingsgebied
De viervlek komt voor in de gematigde streken van het gehele noordelijk halfrond, dus naast Europa ook in Azië en Noord-Amerika. Het verspreidingsgebied strekt zich zuidelijk uit tot in Marokko. in Europa komt de soort overal voor, maar hij is schaars in de zuidelijke Balkan en in grote delen van Spanje. IJsland is het enige Europese land waarin de viervlek niet is waargenomen. In Nederland en België komt hij algemeen voor. Het is een mobiele en zwerflustige soort, die regelmatig ver van geschikt voortplantingswater wordt waargenomen. Jonge viervlekken vormen soms trekvluchten die uit grote (tientallen) tot extreem grote (miljoenen) aantallen dieren bestaan. Dit laatste is al lang niet meer in Noordwest-Europa waargenomen.

## Verwante en gelijkende soorten
Verwarring is mogelijk met de platbuik, de tweevlek en eventueel de gewone oeverlibel en de bruine korenbout. Jonge mannetjes en vrouwtjes van de platbuik (Libellula depressa) hebben een vergelijkbare lichaamskleur, maar zijn breder gebouwd en missen de zwarte achterlijfspunt en de extra vleugelvlekjes van de jonge viervlek. De uiterst zeldzame tweevlek (Epitheca bimaculata) behoort tot een compleet andere familie (glanslibellen), maar heeft wel een vergelijkbare achterlijfsvorm en tekening. Welbeschouwd is de achterlijfstekening anders, en ook mist de tweevlek de vleugelvlekjes halverwege de vleugelvoorrand. Bovendien hebben uitgekleurde tweevlekken metaalglimmende ogen. Vrouwtjes en jonge mannetjes van de gewone oeverlibel (Orthetrum cancellatum) en de bruine korenbout (Libellula fulva) hebben een vergelijkbare bouw, maar een andere tekening op het achterlijf en in de vleugels.

## Bedreigingen en bescherming
De soort staat op de Rode Lijst van de IUCN als niet bedreigd, beoordelingsjaar 2010; de trend van de populatie is volgens de IUCN stabiel.

## Naamgeving
De wetenschappelijke naam van de soort werd in 1758 gepubliceerd door Carl Linnaeus.

### Synoniemen
- Libellula maculata Harris, 1780
- Libellula quadripunctata Fabricius, 1781
- Libellula praenubila Newman, 1833
- Libellula ternaria Say, 1840 (pro parte)
- Libellula flavescens Brittinger, 1850 non Fabricius, 1798
- Libellula basilinea McLachlan, 1894
- Libellula contacta Bartenev, 1930
- Libellula relicta Belyshev, 1973

## Foto's en video

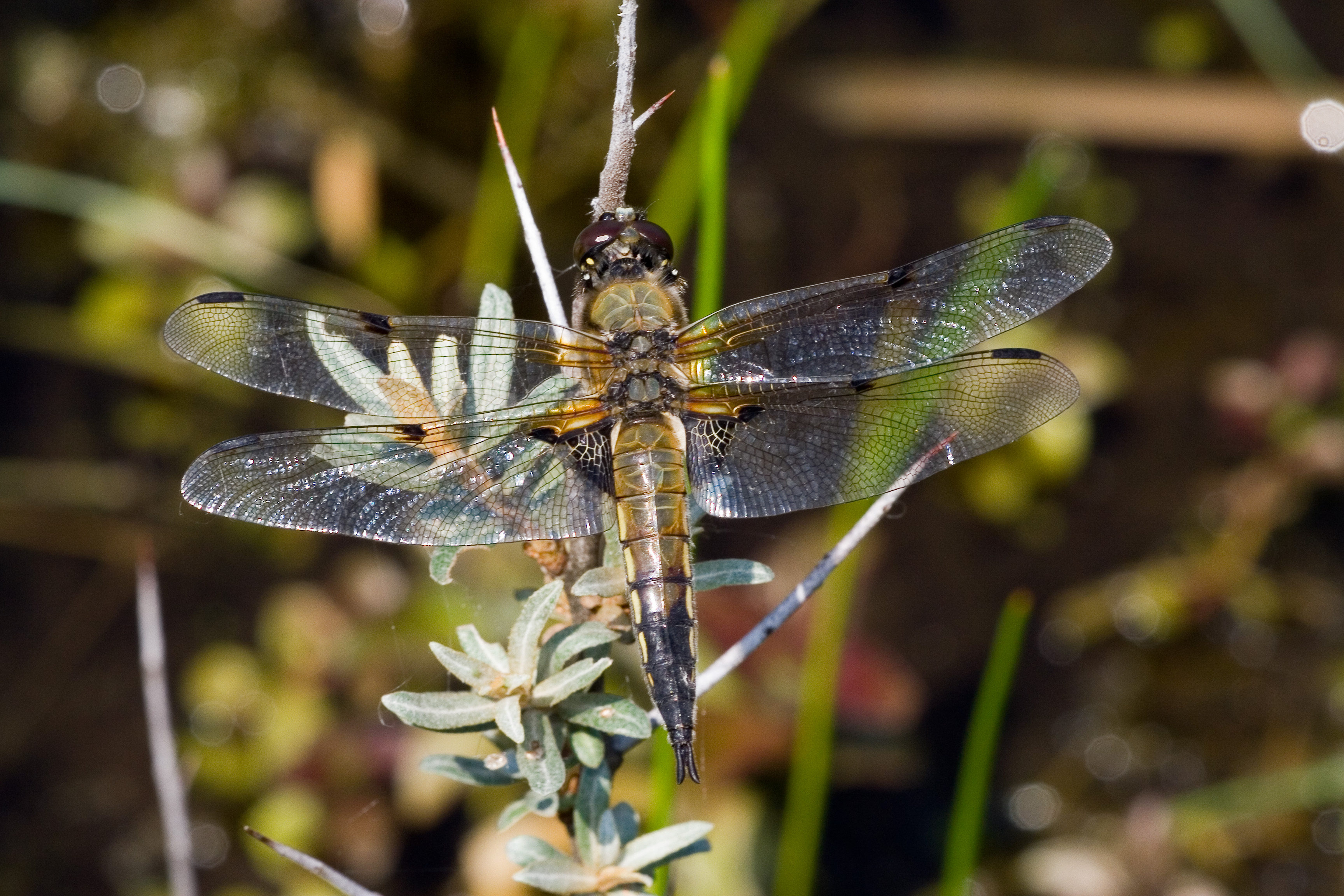
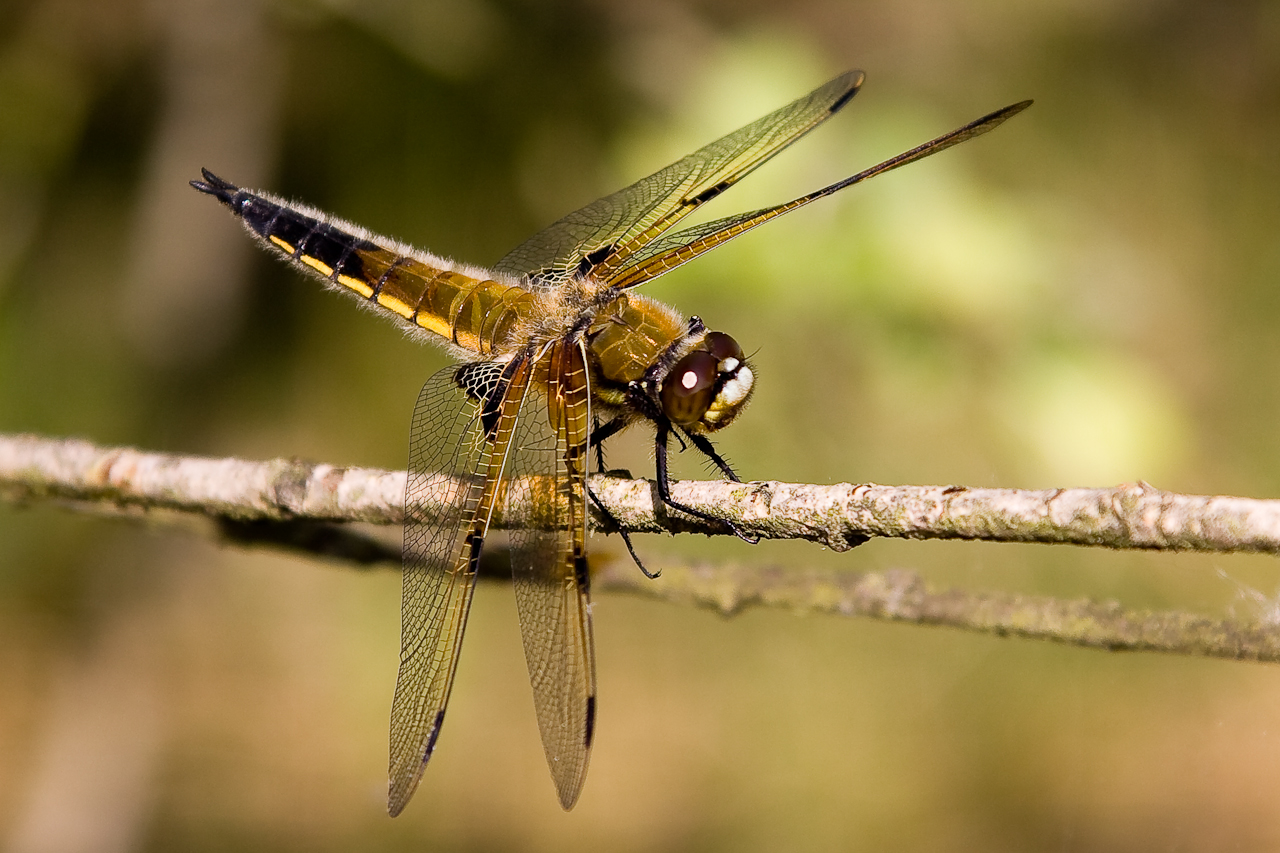
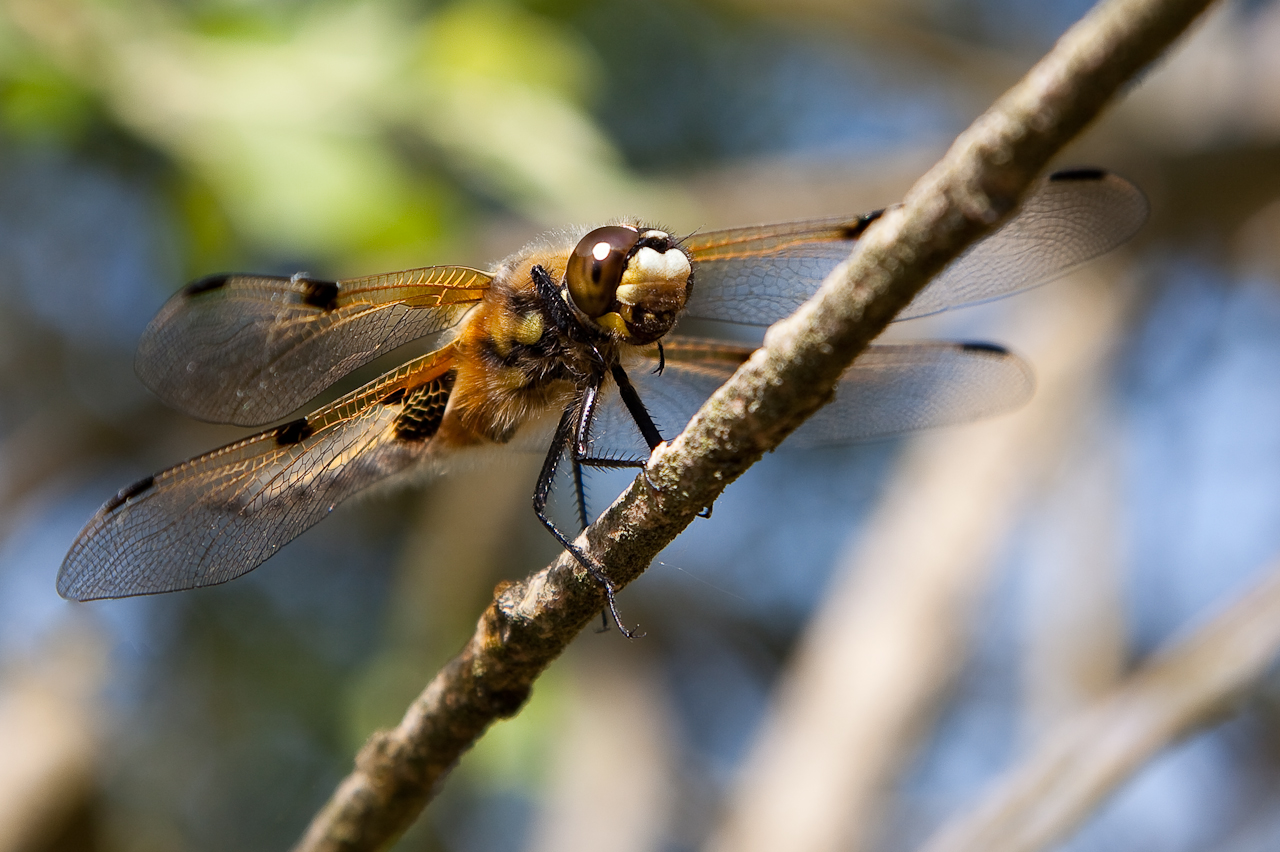
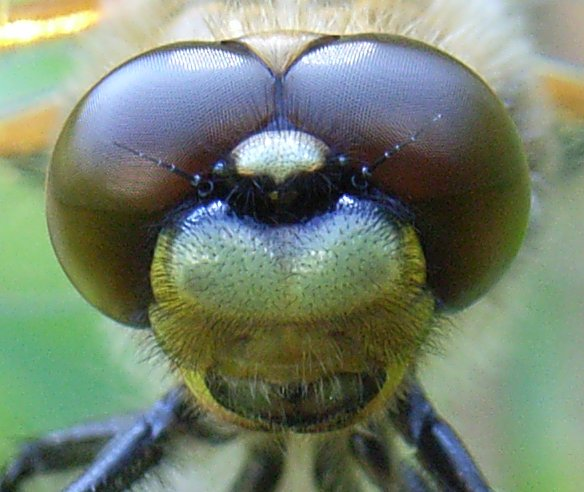
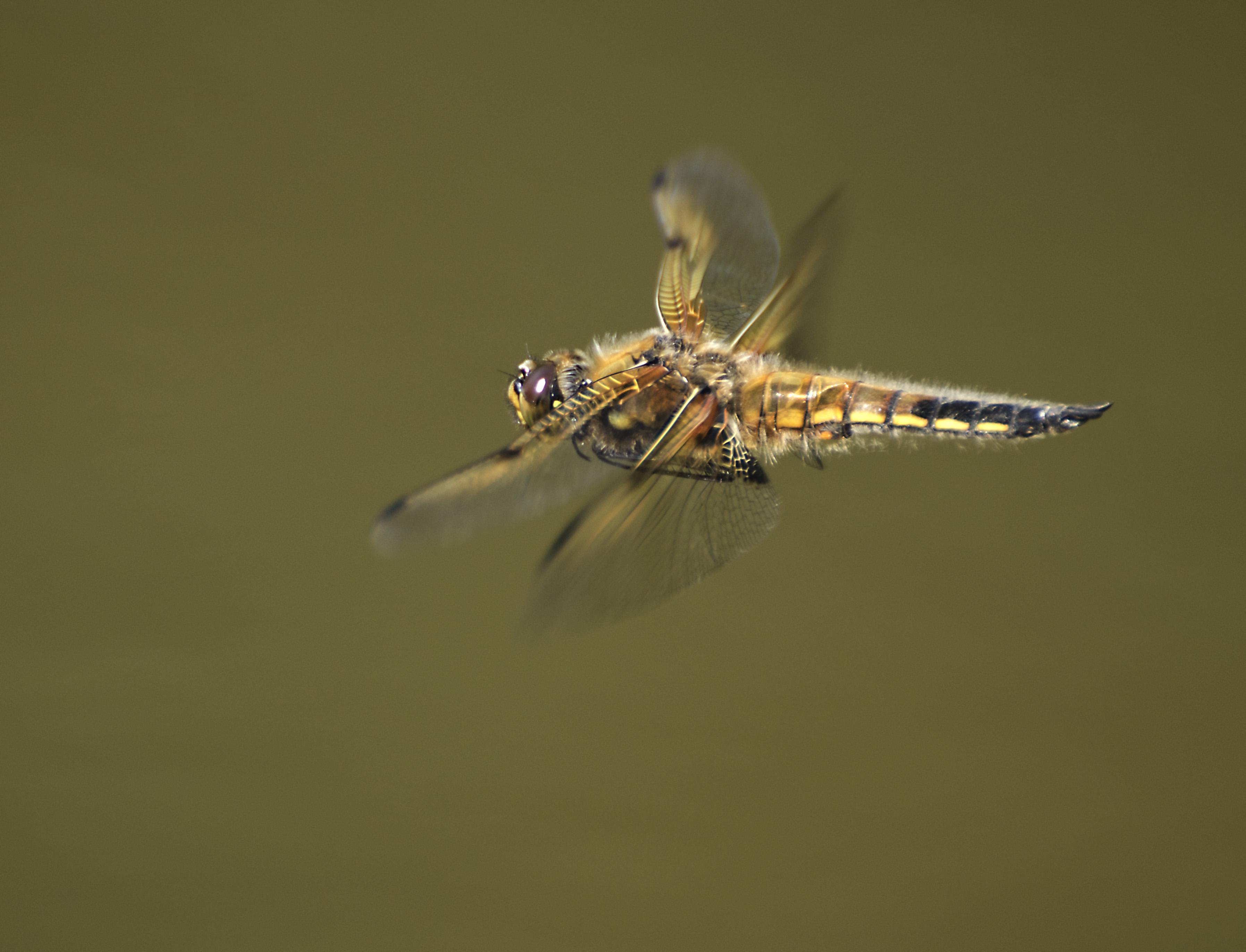
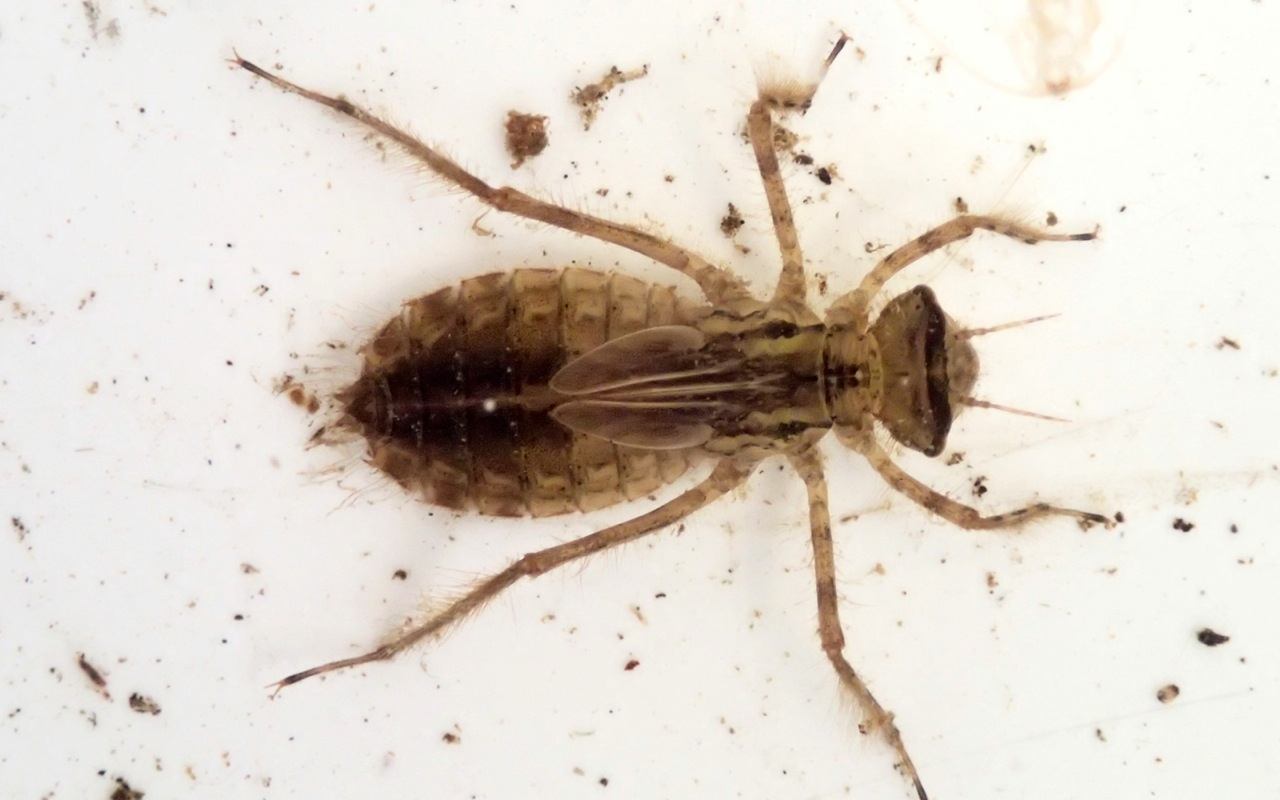